# Platja dels Penyals
La platja dels Penyals és una platja semiurbana del municipi de Mont-roig del Camp (Baix Camp), situada a l'extrem nord del nucli urbà de Miami Platja. Està formada per petites cales envoltades de penya-segats, anomenats el Penyals. Limita al nord-est amb la platja de l'Estany Salat i al sud-oest amb la cala dels Vienesos. Orientada a l'est-sud-est, té una longitud de 584 metres i una amplada mitjana de 23 metres, formada per sorra mitjana i fina. Disposa de servei de vigilància i socorrisme, dutxes i lavabos.
L'Agència Catalana de l'Aigua efectua un control setmanal de la qualitat de l'aigua, durant la temporada de bany, amb el resultat d'excel·lent. Fins a l'any 2021 va estar guardonada amb la Bandera Blava, que reconeix internacionalment la qualitat de l'aigua i serveis.